# BTR-60
BTR-60 – radziecki transporter opancerzony. Pierwszy z radzieckich ośmiokołowych transporterów.
Pod koniec lat 50. XX wieku rozpoczęto w ZSRR prace nad następcą BTR-152. Efektem tych prac był opracowany na przełomie lat 50. i 60. prototyp nowego transportera. Po testach został on w 1959 roku przyjęty do uzbrojenia jako BTR-60P. Pierwsza publiczna prezentacja miała miejsce w 1961 roku.
BTR-60P był pojazdem ośmiokołowym, z napędem na wszystkie koła. Kadłub pancerny dzielił się na dwa przedziały: załogowy z przodu i napędowy z tyłu. W przedniej części przedziału załogowego miejsca obok siebie zajmowali mechanik-kierowca i dowódca, za nimi znajdowały się ławki, na których siedziało od 8 do 16 żołnierzy desantu. Przedział desantowy był odkryty. Za przedziałem desantowym znajdował się przedział napędowy z dwoma silnikami gaźnikowymi. Uzbrojenie pojazdu stanowił jeden karabin maszynowy SGMB kalibru 7,62.
Wkrótce po rozpoczęciu produkcji BTR-60P rozpoczęto prace nad wersją dowódczą tego wozu. Miała ona nosić oznaczenie BTR-60PK. Podstawową różnicą w stosunku do BTR-60P było zastosowanie zamkniętego przedziału desantowego. Dzięki temu możliwe było wyposażenie pojazdu w układ ochrony przed bronią masowego rażenia. Ponieważ ówczesna doktryna Armii Radzieckiej przewidywała użycie taktycznej broni jądrowej, nowy pojazd produkowany od 1963 roku stał się wersją podstawową pod oznaczeniem BTR-60PA.
W 1966 roku rozpoczęto produkcję finalnej wersji BTR-60PB. Była ona wyposażona w obrotową wieżę z karabinami maszynowymi KPWT i PKT. Ponieważ montaż wieżyczki utrudnił wsiadanie przez górny właz, pojazd wyposażono w dwa niewielkie włazy boczne.
Produkcję BTR-60 zakończono w połowie lat 70. po rozpoczęciu produkcji transportera BTR-70.
Odpowiednikiem BTR-60 używanym przez Wojsko Polskie był transporter OT-64 SKOT. Na uzbrojeniu Wojska Polskiego znajdowały się jedynie pojazdy w wersji BTR-60PU-12 (50 sztuk dostarczono z ZSRR w latach 1976–1980 jako punkty dowodzenia zestawami rakietowymi 9K31 Strzała-1, a następne 15 w latach 1986–1988 z zestawami 9K35 Strzała-10).
BTR-60 był również używany przez oddziały ZOMO, a następnie Policję. Na początku pierwszej dekady XXI wieku między innymi na skutek strzelaniny w Magdalence polska Policja zakupiła dodatkowo samochody opancerzone Dzik-AT.

## Wersje

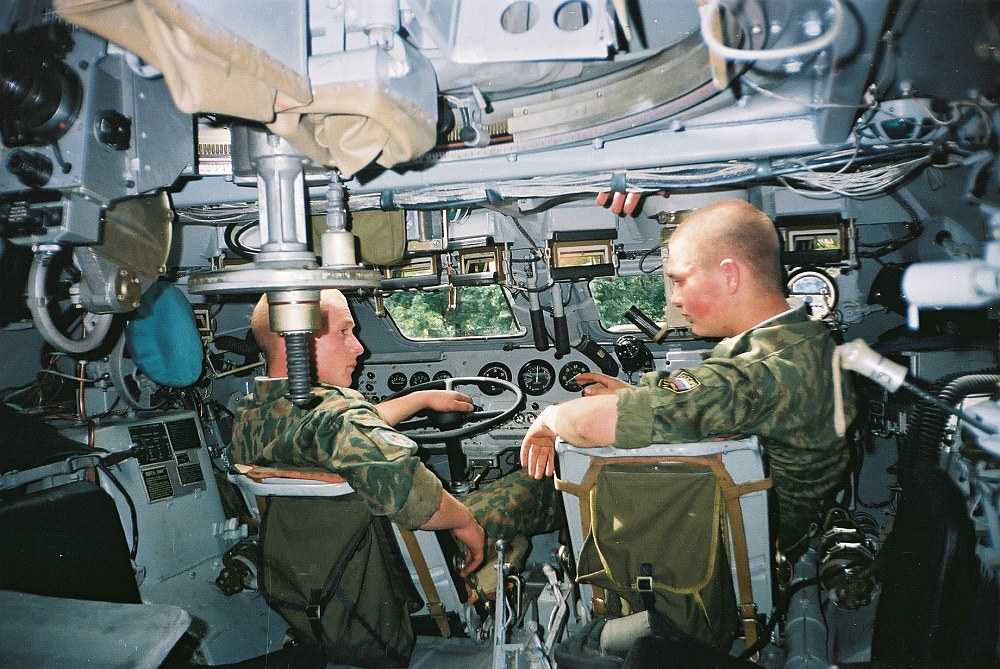
Wnętrze transportera. Moskwa 1996

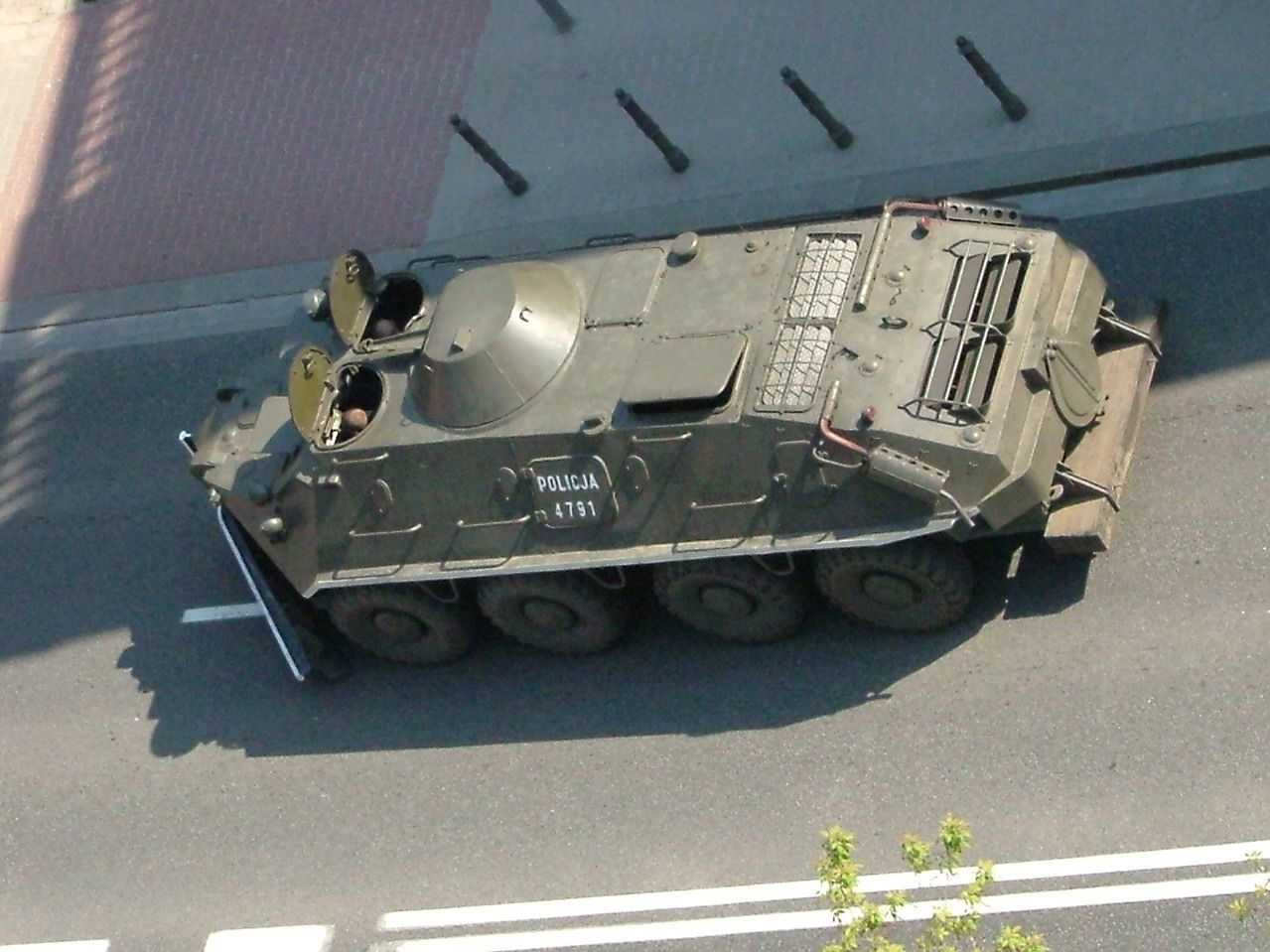
Policyjny BTR-60PB, Europejski Szczyt Gospodarczy w Warszawie

- BTR-60P – pierwsza wersja seryjna. Odkryty przedział desantowy.
- BTR-60PA – wersja z zamkniętym przedziałem desantowym.
- BTR-60PB – wersja z obrotową wieżą i dwoma karabinami maszynowymi (KPWT i PKT).
- BTR-60PBK – wóz dowodzenia kompanii. Dodatkowo wyposażony w dwie radiostacje R-123 i jedną R-148.
- BTR-60 1W18 – wóz rozpoznania i obserwacji pododdziału artylerii.
- BTR-60 1W19 – wóz kierowania ogniem artylerii.
- BTR-60 R-145BM – wóz łączności wyposażony w dwie radiostacje R-111 (lub R-171), jedna R-123 (lub R-173), jedną R-130M oraz jedna z rodziny R-8.
- BTR-60 R-975 – wóz rozpoznania przeciwlotniczego wyposażony w radiostacje rodziny R-8, oraz jedną R-123 (lub R-173).
- BTR-60-Z-351BR – samobieżna polowa stacja prądotwórcza z agregatem prądotwórczym o mocy 20 kW.
- BTR-60-P-238BT – wóz łączności radiowej.
- BTR-60-P-240BT – wóz łączności. Poza wyposażeniem identycznym jak BTR-60-P-238BT dodatkowo posiada łącznice łączności przewodowej.
- BTR-60-P-241BT – wóz łączności przewodowej.
- BTR-60-R-173B – wóz łączności wyższego szczebla wyposażony w radiostacje łączności taktycznej (np. R-123) i radiostację łączności operacyjnej (np. R-405).
- BTR-60-R-140BM – wóz łączności szczebla taktycznego wyposażony w radiostację krótkofalową (np. R-140) oraz radiolinię R-405 i radiostację R-123.
- BTR-60-R-145 – wóz łączności wyposażony w radiostację R-145.
- BTR-60-R-156BTR – wóz łączności radiowej szczebla operacyjnego z radiostacją wysokiej częstotliwości (np. R-156) oraz radiolinię R-405 i radiostację R-123.
- BTR-60-R-409BM – wóz łączności z radiolinią R-409.
- BTR-60PU – wóz dowodzenia
- MTP-2 (МТП-2) – wóz pomocy technicznej.

Modyfikacje nieseryjne
- Bułgaria:
  - BTR-60PB-MD1 – wycięte drzwi z boku kadłuba między 2. a 3. osią, podwyższony przedział napędowy[2]

- Ukraina:
  - zmodernizowane BTR-60PB dostarczone z Bułgarii: wycięte drzwi z boku kadłuba między 2. a 3. osią, nałożony dodatkowy pancerz, silniki wymienione na wysokoprężne Deutz BF4M2012 po 103 KM, zmodernizowane środki obserwacji i łączności[2]

## Użytkownicy
Aktualni użytkownicy
- Abchazja – 5
- Afganistan – 300
- Algieria – 400[3]
- Angola[4]
- Armenia
- Azerbejdżan
- Bhutan
- Białoruś
- Botswana
- Bułgaria
- Chiny
- Chorwacja
- Demokratyczna Republika Konga
- Dżibuti
- Egipt
- Erytrea
- Estonia
- Etiopia
- Ghana
- Gruzja
- Gwinea
- Gwinea Bissau
- Indie
- Iran
- Izrael
- Jemen
- Kambodża
- Kazachstan
- Kenia – 24
- Kirgistan
- Kuba
- Kongo
- Korea Północna
- Laos
- Liberia
- Libia
- Litwa – 20
- Macedonia – 35
- Mali – 10
- Meksyk
- Mołdawia
- Mongolia
- Mozambik
- Naddniestrze
- Namibia
- Nikaragua
- Nigeria
- Peru
- Polska – transportery te są używane m.in. przez Policję (w 2014 roku było to pięć sztuk[5], w 2021 już trzy sztuki[6]).
- Rumunia
- Rosja
- Rwanda
- Sahara Zachodnia
- Serbia
- Somalia – 5
- Sudan
- Syria
- Tadżykistan
- Turcja
- Turkmenistan
- Uganda
- Ukraina
- Uzbekistan
- Wietnam
- Zambia

Byli użytkownicy
- Czechosłowacja
- Finlandia
- Grenada
- Irak
- Jemen Północny
- Jugosławia
- Liban
- Jemen Południowy
- Niemcy
- NRD
- Zair
- ZSRR

## W muzeach
- Muzeum Wojsk Lądowych w Bydgoszczy
- Lubuskie Muzeum Wojskowe w Drzonowie
  - BTR-60PB – pojazd Policji
  - BTR-60PU
  - BTR-60PU – pojazd z dodatkową wieżą
- Muzeum Oręża Polskiego w Kołobrzegu - BTR-60PB (milicyjny)
- Muzeum Broni Pancernej w Poznaniu – oddział Muzeum Wojska Polskiego w Warszawie
- Muzeum im. Orła Białego w Skarżysko-Kamiennej
  - nr taktyczny 4408 (pojazd Wojska Polskiego)
  - pojazd Policji
- Muzeum Wojska Polskiego w Warszawie – Muzeum Polskiej Techniki Wojskowej, Fort Czerniaków
- Muzeum Broni i Militariów w Świdnicy
- Muzeum Obrony Wybrzeża w Świnoujściu – pojazd Policji
- Muzeum Wojskowe w Pile – pojazd Wojska Polskiego
- Pałuckie Muzeum Techniki Wojskowej i Uzbrojenia – 2 pojazdy Policji
- Muzeum Eksploracji w Przeźmierowie
  - BTR-60 PB – pojazd Policji
  - BTR-60 PB – pojazd Policji (depozyt Fundacji Thesaurus)

- Muzeum Techniki Militarnej w Tarnowskich Górach
- Schron "Marysieńka" w Rzeszowie